# RasenBallsport Leipzig 2014-2015
Questa voce raccoglie le informazioni riguardanti lo  RasenBallsport Leipzig  nelle competizioni ufficiali della stagione calcistica 2014-2015.

## Rosa
| N. |                        | Ruolo | Calciatore        |
| -- | ---------------------- | ----- | ----------------- |
| 1  | Svizzera (bandiera)    | P     | Fabio Coltorti    |
| 2  | Germania (bandiera)    | D     | Patrick Strauß    |
| 3  | Germania (bandiera)    | D     | Anthony Jung      |
| 5  | Germania (bandiera)    | C     | Henrik Ernst      |
| 6  | Germania (bandiera)    | C     | Rani Khedira      |
| 8  | Germania (bandiera)    | D     | Tim Sebastian     |
| 9  | Danimarca (bandiera)   | A     | Yussuf Poulsen    |
| 10 | Croazia (bandiera)     | A     | Ante Rebić        |
| 11 | Germania (bandiera)    | A     | Daniel Frahn      |
| 12 | Svezia (bandiera)      | C     | Emil Forsberg     |
| 13 | Israele (bandiera)     | A     | Omer Damari       |
| 16 | Germania (bandiera)    | D     | Lukas Klostermann |
| 17 | Germania (bandiera)    | C     | Joshua Kimmich    |
| 18 | Stati Uniti (bandiera) | A     | Terrence Boyd     |
| 19 | Ungheria (bandiera)    | C     | Zsolt Kalmár      |

| N. |                     | Ruolo | Calciatore                 |
| -- | ------------------- | ----- | -------------------------- |
| 20 | Brasile (bandiera)  | D     | Rodnei                     |
| 22 | Germania (bandiera) | P     | Benjamin Bellot            |
| 23 | Austria (bandiera)  | D     | Niklas Hoheneder           |
| 24 | Germania (bandiera) | C     | Dominik Kaiser             |
| 25 | Austria (bandiera)  | C     | Stefan Hierländer          |
| 27 | Germania (bandiera) | P     | Thomas Dähne               |
| 28 | Germania (bandiera) | D     | Fabian Franke              |
| 29 | Germania (bandiera) | C     | Sebastian Heidinger        |
| 31 | Germania (bandiera) | C     | Diego Demme                |
| 32 | Germania (bandiera) | A     | Federico Palacios Martínez |
| 33 | Germania (bandiera) | D     | Marvin Compper             |
| 34 | Perù (bandiera)     | A     | Yordy Reyna                |
| 39 | Austria (bandiera)  | C     | Georg Teigl                |
|    | Germania (bandiera) | A     | Nils Quaschner             |